# Salat
 For alternative betydninger, se Salat (flertydig). (Se også artikler, som begynder med Salat)
Salat (Lactuca) er en slægt af urteagtige planter. De danner det første år en roset af blågrønne blade, som er elliptiske med dybt indskårne, tornet tandede lapper. Blomsterne sidder samlet i små kurve der dannes det andet år på særlige stængler. Blomsterne er gule eller blå og tungeformede. Frugterne har en håragtig fnok. Alle dele af planterne indeholder en hvid, mælkeagtig saft. I det følgende omtales kun de arter, som bliver dyrket i Danmark, eller som er vildtvoksende her.
| Arter |

- Havesalat (Lactuca sativa)
- Tornet salat (Lactuca serriola)
- Strandsalat (Lactuca tatarica)